# Campionati europei di trampolino elastico 1981
I Campionati europei di trampolino elastico 1981 sono stati la 7ª edizione della competizione organizzata dalla Unione Europea di Ginnastica. Si sono svolti a Brighton, in Gran Bretagna.

## Medagliere
| Posiz. | Nazione          | Oro | Argento | Bronzo | Totale |
| ------ | ---------------- | --- | ------- | ------ | ------ |
| 1      | Unione Sovietica | 2   | 0       | 2      | 4      |
| 2      | Germania Ovest   | 1   | 4       | 0      | 5      |
| 3      | Regno Unito      | 1   | 1       | 3      | 5      |
| 4      | Paesi Bassi      | 1   | 0       | 0      | 1      |
| 4      | Svizzera         | 1   | 0       | 0      | 1      |
| 6      | Francia          | 0   | 1       | 0      | 1      |
| 7      | Spagna           | 0   | 0       | 1      | 1      |
| Totale | Totale           | 6   | 6       | 6      | 18     |

## Podi

### Uomini
| Evento         | Oro              | Argento        | Bronzo               |
| Individuale    | Carl Furrer      | Ralf Pelle     | Viktor Krasjnosjapka |
| Sincronizzato  | Unione Sovietica | Germania Ovest | Spagna               |
| Gara a squadre | Germania Ovest   | Francia        | Regno Unito          |

### Donne
| Evento         | Oro              | Argento        | Bronzo          |
| Individuale    | Ruth Keller      | Sue Shotton    | Ludmila Karpova |
| Sincronizzato  | Paesi Bassi      | Germania Ovest | Regno Unito     |
| Gara a squadre | Unione Sovietica | Germania Ovest | Regno Unito     |